# Bataille de Craonne
Sixième Coalition
Batailles
Campagne de Russie (1812)
- Liste des batailles
- Mir
- Moguilev
- Ostrovno
- Vitebsk
- Kliastitsy
- Smolensk
- 1re Polotsk
- Valoutina Gora
- Moskova
- Moscou
- Winkowo
- 2e Polotsk
- Maloïaroslavets
- Gorodnia
- Czaśniki
- Viazma
- Smoliani
- Krasnoï
- Bérézina

Campagne d'Allemagne (1813)
- Dantzig
- Lunebourg
- Möckern
- Lützen
- Bautzen
- Reichenbach
- Haynau
- Luckau
- Hoyerswerda
- Lauenbourg
- Goldberg
- Gross Beeren
- Katzbach
- Dresde
- Kulm
- Dennewitz
- Peterswalde
- Liebertwolkwitz
- Leipzig
- Hanau
- Sehested
- Torgau
- Hambourg

Campagne de France (1814)
- Sainte-Croix-en-Plaine
- Besançon
- Mayence
- Metz
- Saint-Avold
- 1re Saint-Dizier
- Brienne
- La Rothière
- Campagne des Six-Jours (Champaubert
- Montmirail
- Château-Thierry
- Vauchamps)
- Mormant
- Montereau
- Bar-sur-Aube
- Saint-Julien
- Laubressel
- Berry-au-Bac
- Craonne
- Coutures
- Laon
- Soissons
- Mâcon
- Reims
- Saint-Georges-de-Reneins
- Limonest
- Arcis-sur-Aube
- Fère-Champenoise
- 2e Saint-Dizier
- Meaux
- Claye
- Villeparisis
- Paris

- Feistritz
- Caldiero (en)
- Trieste
- Mincio

- Hoogstraten (de)
- Anvers
- Berg-op-Zoom
- Courtrai

La bataille de Craonne eut lieu les 6 et 7 mars 1814, et se termina par une victoire des armées françaises commandées par Napoléon Ier contre les armées russes et prussiennes du maréchal Blücher.
Le maréchal Blücher s'étant remis de ses précédents revers plus rapidement que Napoléon ne l'avait espéré, ce dernier fut obligé de détourner son attaque du maréchal Schwarzenberg vers le commandant prussien. Se déplaçant rapidement et volontairement, les Français parvinrent à repousser les Alliés de l'autre côté de l'Aube. Et, alors que Blücher préparait une attaque avec les 85 000 hommes à sa disposition, Napoléon lança l’assaut avec ses 37 000 soldats. Le but de Napoléon était d'immobiliser les Alliés, puis de lancer le maréchal Ney, à la tête d'un détachement lourdement armé vers la cavalerie adverse, en l'attaquant par le côté.
Pour les Français, la manœuvre manqua de coordination, le détachement de Ney subit de lourdes pertes, et les Alliés parvinrent à se sortir d'une situation qui n'était pas à leur avantage. Il n'en reste pas moins que cette bataille reste une victoire française grâce notamment à l'impact d'un tout nouveau corps de cavalerie de la Garde impériale créé sur ordre personnel de Napoléon Ier : les éclaireurs. Menés par le général Laferrière-Levesque, qui perd une jambe en pleine charge, puis par le colonel Claude Testot-Ferry, le 1er régiment des éclaireurs de la Garde impériale parvint à prendre les batteries prussiennes sur le plateau dominant le champ de bataille, et permit la victoire française. À la suite de son fait d'armes, le colonel Testot-Ferry est anobli et titré baron le soir même sur le champ de bataille par l'Empereur.

## Ordre de bataille
Les différentes sources sur la bataille donnent des forces engagées relativement diverses, en particulier car de part et d'autre une partie seulement des effectifs de l'armée est réellement engagée dans la bataille.

### Armée française
L'armée française est commandée par l'empereur Napoléon Ier en personne. Il dispose d'entre 29 423 et 40 000 hommes. Les trois divisions de la Garde aux ordres de Mortier n'étant pas engagées, Zelle estime qu'environ 17 000 fantassins et 6 000 cavaliers prennent part aux combats du côté français tandis qu'Houssaye parle de 20 000 combattants.

### Armée de Silésie
L'armée de Silésie est commandée par le feld-maréchal von Blücher. Le commandement des troupes présentes à la bataille de Craonne est assuré par le général Vorontsov. Elles sont principalement issues des 2e et 3e corps pour l'infanterie et du 1er corps et du corps du lieutenant-général Vassiltchikov pour la cavalerie. Pigeard estime que les forces russes s'élèvent à 50 000 hommes dont 32 000 sont réellement engagées, tandis que Smith les évaluent à 19 000 hommes et 4 000 cavaliers, en accord avec Houssaye qui compte 18 300 fantassins et 4 200 cavaliers, en excluant les fantassins du corps de Sacken qui ne prennent pas part à l'action.

## Commémoration
Une commémoration du bicentenaire de la bataille a lieu en 2014.